# Culloden Viaduct
Der Culloden Viaduct ist Teil der Eisenbahnlinie Perth–Inverness (Highland Main Line) in Schottland, die vor Inverness etwa neun Kilometer nach Osten ausschwenkt, um bei Culloden den Fluss Nairn zu überqueren. Er führt an den altertümlichen Grabanlagen von Clava vorbei und wird daher auch Clava Viaduct genannt; weitere  Bezeichnungen sind Culloden Moor Viaduct oder Nairn Viaduct.
Der Viadukt wurde 1893–1898 unter der Leitung von John Fowler und Murdoch Paterson von Charles Brand & Sons erbaut. Er ist der längste Eisenbahnviadukt Schottlands.
Er hat 28 Steinbögen von je 15,24 m Weite und einen Hauptbogen über dem Fluss von 30,48 m Weite. Die Bauweise des 39 m hohen Viadukts ist schlicht und ohne jegliche Verzierungen. Lediglich die Kämpferpfeiler des Hauptbogens wurden betont.
Der Viadukt wurde 1971 in die schottischen Denkmallisten in der höchsten Kategorie A aufgenommen.

## Belege
1. ↑  Listed Building – Eintrag. In: Historic Environment Scotland. (englisch).